# Pedro de Aguado
Pedro de Aguado (1528-1608) est un missionnaire franciscain et chroniqueur espagnol, parti pour la Nouvelle-Grenade en 1560 avec 50 religieuses. 

## Biographie
Son œuvre a été publié après sa mort en deux parties  : « Histoire de Santa Marta et du nouveau Royaume de Grenade » (1906) et « Histoire du Venezuela » (1913).
Il consacre, en 1581, un espace à la vie religieuse de la palenque cimarronne de Bayano, connue sous le nom de « Ronconcholon ». 